# Gentianella wrightii
Gentianella wrightii là một loài thực vật có hoa trong họ Long đởm. Loài này được (A.Gray) Holub mô tả khoa học đầu tiên năm 1967.